# 跳鱷屬
跳鱷屬（屬名：Saltoposuchus）意為「跳躍的鱷魚」，是種小型、長尾巴的爬行動物，屬於鱷形超目喙頭鱷亞目，跳鱷身長約1到1.5公尺，體重估計約10到15公斤，生存於三疊紀諾利階的歐洲。跳鱷的前肢短，而後肢長。跳鱷很明顯的是敏捷的二足奔跑者，但也可以四足方式行走。跳鱷是肉食性動物，擁有尖狀牙齒，背部有兩排骨板。
Clark等人在2000年提出陸鱷與跳鱷代表同一個屬的不同成長階段。在這種使用狀況下，跳鱷對陸鱷具有優先權，但這在古生物學領域中並沒有得到討論。
跳鱷並不是著名的動物，但牠們常在大眾書籍中被提到與恐龍祖先有接近關係，不然就是被描述成恐龍祖先。跳鱷外外表上類似小型獸腳亞目恐龍，而其中一個跳鱷的頭顱骨曾被歸類於獸腳亞目的原美頜龍。目前的科學文獻並不認為跳鱷是恐龍的祖先。而目前已知最早的恐龍，例如始盜龍，生存年代早於跳鱷至少1500萬年。跳鱷過去曾類於槽齒目，但這個目已經是個無效的分類。在某些大眾書籍當中，跳鱷仍被錯誤地分類於恐龍。